# Мохамед Ремілі
Мохамед Ремілі (31 травня  1985, Алжир) — угорський футболіст ажирського походження, півзахисник клубу «Вашаш».

## Клубна кар'єра
У дорослому футболі дебютував 2005 року виступами за команду клубу «Папа», в якій провів сезон, взявши участь у 10 матчах чемпіонату. 
З 2006 по 2008 захищав кольори клубу «Сольнок».
Влітку 2008 переходить до столичного клубу «Уйпешт». У серпні 2009 на правах оренди переходить до складу клубу «Вашаш». Сезон 2010/11 також на правах оренди провів у складі команди «Сольнок».
У 2013 повернувся до клубу команди «Вашаш», де став основним гравцем. Відтоді встиг відіграти за клуб з Будапешта понад 100 матчів в національному чемпіонаті.